# Endre Kelemen (Mediziner)
Endre Kelemen (* 17. Januar 1921 in Szekszárd, Königreich Ungarn; † 30. Januar 2000 in Budapest) war ein ungarischer Hämatologe.

## Leben
Sein Studium absolvierte er in Budapest von 1938 bis 1945. Er startete seine medizinische Karriere an der Medizinischen Fakultät der Universität Szeged. Zwischen 1946 und 1947 arbeitete er mit Stipendium des Lady Tata Memorial Trust am Chester Beatty Research Institute unter der Leitung von Alexander Haddow, was ihn zur Leukämieforschung brachte.
Aufgrund seiner politischen Aktivitäten während des Ungarnaufstands kam er im Oktober 1956 für kurze Zeit in Haft. Er wurde Anfang 1958 von der Universität Szeged ausgeschlossen. Bis 1962 lebte er ohne Pass und durfte bis zu seiner Rehabilitierung im Jahr 1991 aufgrund eines Lehrverbotes nicht mehr unterrichten. In den Jahren 1966 und 1967 fand er bei seinem Landsmann Laszlo Lajtha am Paterson Institute for Cancer Research in Manchester Unterschlupf. Später zog er zurück nach Budapest.
Kelemen sei ein leidenschaftlicher Bibliotheksbesucher gewesen und habe das internationale Schrifttum täglich verfolgt.
Am 15. Februar 2000 fand eine Trauerfeier für Endre Kelemen auf dem Friedhof Farkasrét in Budapest statt, und einen Tag später wurde er in seiner Geburtsstadt Szekszárd beerdigt.

## Wirken
Im Jahr 1958 betrieb Kelemen in Szeged ein experimentelles Labor, in dem er mit Leukämie-Mäusen arbeitete und das Thrombopoetin zum ersten Mal beschrieb. Im Jahr 1971 war er der Leiter des Internationalen Kongresses für Hämatologie in Budapest. Nach seinen politischen Aktivitäten und den daraus resultierenden Folgen nach er seine Studien zur Hämatopoese an der Medizinischen Semmelweis-Universität in Budapest wieder auf und konnte seine europäischen und US-amerikanischen Kontakte zwischen 1974 und 1975 dank eines Reisestipendium der UCCI ausbauen. Er publizierte 1979 den Atlas of Human Hemopoietic Development mit Theodor Fliedner. 
Er war Präsident der Ungarischen Hämatologischen Gesellschaft. 1982 war er Vizepräsident des Weltkongresses für Hämatologie. 1983 vollzog er die erste Knochenmarktransplantation in Ungarn.

## Veröffentlichungen (Auswahl)
- Atlas of human hemopoietic development. Springer, Berlin, Heidelberg, New York 1979, ISBN 3-540-08741-9 (englisch).

## Ehrungen
- 1988: Ehrenbürger der Stadt Szekszárd[3]
- 1991: Honorarprofessor und Direktor der Abteilung für Knochenmarktransplantation am Nationalinstitut für Hämatologie und Immunologie der Semmelweis-Universität in Budapest
- 1992: Széchenyi-Preis für sein Lebenswerk und seine hämatologischen Forschungen
- 1996: Albert Szentgyörgyi-Preis[1]
- 1996: Ehrenmitglied der Deutschen Gesellschaft für Hämatologie und Medizinische Onkologie[4]